# دوكيميون (أيتوليا كي أكارنانيا)
دوكيميون (Δοκίμιον) هي مدينة في أيتوليا كي أكارنانيا في مقاطعة كينتريكي إلادا في اليونان.
يبلغ عدد سكانها حوالي 1523 نسمة.